# Dicranomyia (Dicranomyia) naga
Dicranomyia (Dicranomyia) naga is een tweevleugelige uit de familie steltmuggen (Limoniidae). De soort komt voor in het Oriëntaals gebied.